# 窦建德攻幽州之战
窦建德攻幽州之战是唐高祖武德元年（618年），窦建德率领的民变军在河北发展中受阻的作战。
618年十二月，窦建德率军十万进攻幽州（治蓟县，今北京）。幽州守将罗艺准备出击交战，其部下薛万均建议说彼众我寡，此战必败，不如以羸兵弱马背城阻水为阵，引诱窦建德，待其半渡而击之。罗艺采納了这个计策。窦建德果然引兵渡河，被埋伏在城下的精兵袭击，未能成功。窦建德军不能靠近幽州城，于是分兵攻打民团武装霍氏堡和雍奴（今武清西北）等县，败给了罗艺。双方对峙一百多天，窦建德没有得手、退回乐寿。